# Ramberg (Pfalz)
Ramberg település Németországban, Rajna-vidék-Pfalz tartományban. Lakosainak száma 978 fő (2023. december 31.).

## Népesség
A település népességének változása:
| Lakosok száma | 1102 | 982  | 964  | 960  | 986  | 978  |
|               | 1975 | 2017 | 2019 | 2021 | 2022 | 2023 |